# Нортон, Кен
Кеннет Ховард Нортон (англ. Kenneth Howard Norton) более известный как Кен Нортон (англ. Ken Norton; 9 августа 1943, Джэксонвилл, Иллинойс — 18 сентября 2013) — американский боксёр-профессионал, выступавший в тяжелой весовой категории. Чемпион мира в тяжёлом весе по версии WBC (1977—1978). Чемпион Северной Америки по версии NABF (1973).

## Профессиональная карьера
Дебютировал в 1967 году.

### Бой с Хосе Луисом Гарсией I
В 1970 году проиграл Хосе Луису Гарсии.

### Бой с Мохаммедом Али I
В 1973 году вышел на бой против Мохаммеда Али, и при разногласии судей одержал победу. В этом бою у Али была сломана челюсть.

### Бой с Мохаммедом Али II
В этом же году Мохаммед Али при разногласии судей взял реванш.

### Бой с Джорджем Форманом
В 1974 году Кен Нортон вышел против Джорджа Формана и был нокаутирован во 2-м раунде.

### Бой с Джерри Квари
В 1975 году он победил Джерри Квари

### Бой с Хосе Луисом Гарсией II
Взял реванш у Хосе Луиса Гарсии. 

### Бой с Мохаммедом Али III
В 1976 году состоялся 3-й бой Кена Нортона против Мохаммеда Али. Али выиграл единогласным решением.

### Бой с Джимми Янгом
В 1977 году в элиминаторе Кен Нортон раздельным решением судей победил Джимми Янга. Он должен был боксировать против Леона Спинкса, но Спинкс предпочел во 2-й раз встретиться с Мохаммедом Али и отказался от титула ВБС (WBC). ВБС (WBC) наградил титулом чемпиона Кена Нортона.

### Бой с Ларри Холмсом
В 1978 году в 1-й же защите титула раздельным решением судей проиграл Ларри Холмсу.

### Бой с Эрни Шейверсом
В 1979 тяжелейшим нокаутом в 1-м раунде уступил Эрни Шейверсу.

### Бой со Скотом Леду
19 августа 1979 года встретился со Скотом Леду. В 10 раунде Леду дважды отправил Нортона в нокдаун. В итоге была присуждена ничья.

### Бой с Рэнделлом Коббом
7 ноября ноябре 1980 года встретился с Рэндаллом «Тексом» Коббом. Нортон победил близким единогласным решением судей.

### Бой с Джерри Куни
11 мая 1981 года проиграл нокаутом в 1-м раунде Джерри Куни, после чего покинул ринг.

## Результаты боёв
| Бой | Дата | Соперник | Судьи | Место боя | Раундов | Результат | Дополнительно |
| --- | ---- | -------- | ----- | --------- | ------- | --------- | ------------- |